# Muhammad Shah di Pahang
Paduka Sri Sultan Muhammad Shah I ibni al-Sultan Marhum Mansur Shah (Malacca, 1450 circa – Riau, 17 settembre 1475) è stato sultano di Pahang dal 1470 al 1475. Inizialmente era erede al trono del sultanato di Malacca ma fu bandito per aver commesso un omicidio dopo una partita di sepak takraw. Andò in esilio nel Pahang e nel 1470 ne divenne sultano.

## Primi anni di vita
Raja Muhammad nacque a Malacca nel 1450 circa ed era il secondo figlio del sultano Mansur Shah di Malacca e di sua moglie Putri Wanang Sri Lela Wangsa, figlia del maharaja di Dewa Sura, sovrano del Pahang e parente del re di Ligor. Sia la madre e che il nonno furono catturati e presentati al sultano di Malacca dopo la conquista del Pahang.

## Raja Muda di Malacca
Essendo il figlio prediletto del padre, venne nominato Raja Muda del trono di Malacca al posto del fratello maggiore, Raja Ahmad. Aveva però un temperamento molto focoso che lo portò a uccidere per errore il figlio del bendahara (primo ministro) Tun Perak dopo una partita di sepak takraw. Su pressione della famiglia del bendahara, Raja Muhammad venne privato del suo titolo ed esiliato nel Pahang per divenirne sultano. Questo segnò l'inizio della dinastia di Malacca a Pahang.

## Sultano di Pahang
Raja Muhammad portò nel Pahang diversi suoi collaboratori. Tra questi vi furono Tun Hamzah, già governatore del Pahang che divenne suo primo bendahara, Seri Akar Raja, che divenne hulubalang (comandante militare), un penghulu bendahari (capo tesoriere), un temenggong (nobile) e cento ragazzi e cento ragazze di nobile famiglia. Venne formalmente investito nell'anno 1470.
I confini del suo regno si estendevano dal fiume Sedili Besar ai confini con il Terengganu. È dimostrato che prese residenza a Tanjung Lanngar, l'antica sede dei principi del Pahang. Muhammad Shah era sposato con la principessa Mengindra Putri, nipote di Iskandar Shah, sultano di Kelantan ed ebbe quattro figli, tre maschi e una femmina. Morì avvelenato il 17 settembre 1475 e fu sepolto a Langgar, Dusun Pinang. Ricevette il titolo postumo di Marhum Langgar e gli succedette il fratello maggiore, Raja Ahmad.